# Museo dello scarpone e della calzatura sportiva
Il Museo dello scarpone e della calzatura sportiva, inaugurato il 4 novembre 1984, è ospitato nella cinquecentesca villa Binetti-Zuccareda,acquistata dal comune di Montebelluna in provincia di Treviso nel 1980.

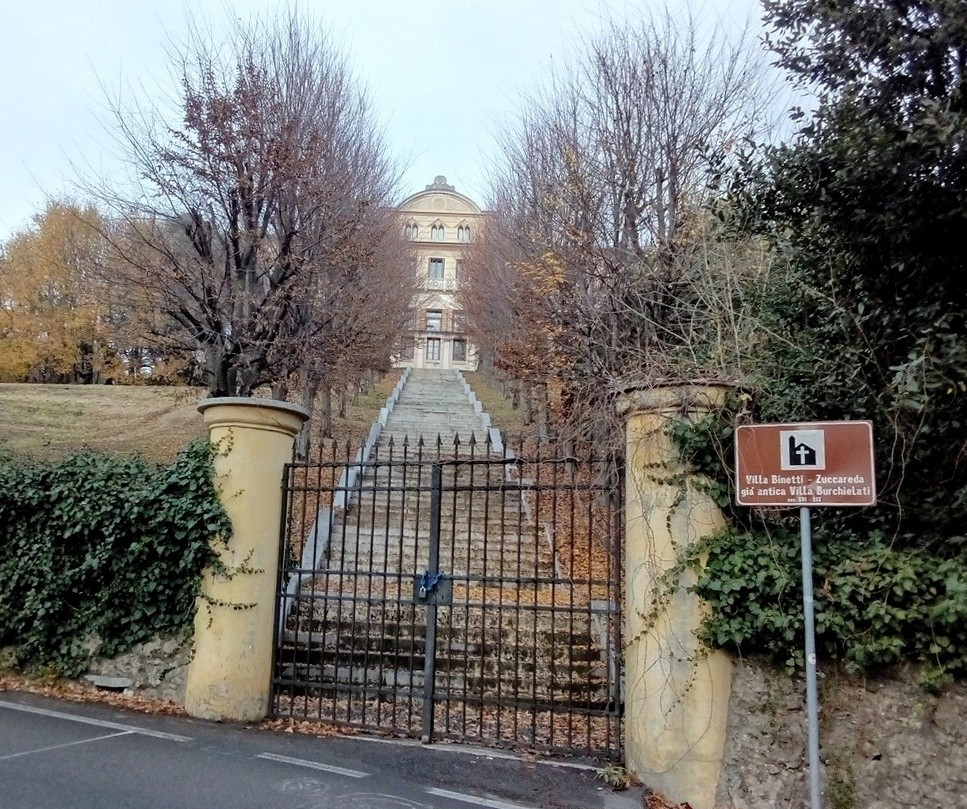
Villa Binetti Zuccareda

## Organizzazione
Dal 1992 è gestito da una fondazione creata dall'Associazione museo dello scarpone, fondata nel 1986 da Aldo Durante, che conta tra i suoi soci oltre 60 aziende di grandi, medie e piccole dimensioni, operanti nel distretto calzaturiero montebellunese, le confederazioni di artigiani (Confartigianato e CNA), Unindustria Treviso, la Messe München, il gruppo bancario Intesa Sanpaolo e la Banca delle Terre Venete.
Tra le sue finalità:
- essere la memoria storica del territorio (circa 2000 pezzi). Il Museo cura un archivio brevetti, un archivio cataloghi, i quaderni didattici e tecnologici, un archivio fotografico e una biblioteca storica;
- favorire il rafforzamento manageriale/imprenditoriale delle imprese della calzatura.

Con la convenzione firmata il 3 giugno 1996 e valida per trentacinque anni, fra comune di Montebelluna e Fondazione, si sono gettate le premesse per un futuro di più concrete collaborazioni fra tutti i protagonisti del distretto montebellunese.
La convenzione prevede a carico dei soci, oltre alla gestione del Museo e delle attività formative (corsi e wokshop), il restauro di tutto il complesso per un impegno di diversi milioni di Euro.

## Attività del museo
Il museo organizza incontri, convegni, tavole rotonde, filò.
La fondazione è referente del Censis per il Distretto di Montebelluna.
Il Museo è l'ambasciatore del "Made in Montebelluna" nel mondo. Fra le sue tappe: Cortina, Torino, Essen, Genova, New York, Chamonix, Giappone, Grenoble, Mosca. Ogni anno partecipa all'Ispo di Monaco di Baviera, la più importante fiera europea dell'articolo sportivo.